# Lewis Paul

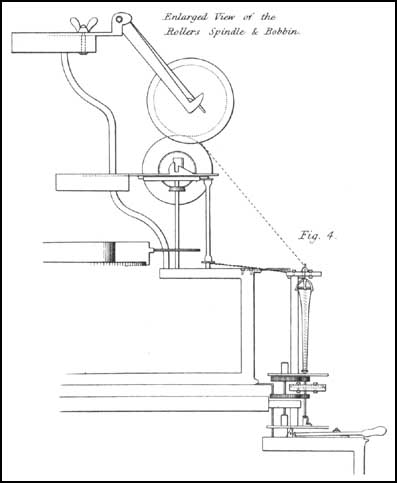
Principe de la machine à filer de Lewis Paul, tiré de son brevet en 1758.

Il née en 1696 en Angleterre à Londres.
Inventeur d'une des premières machines à filer le coton à roues, Lewis Paul était un descendant de huguenot, installé en Angleterre à la fin du siècle précédent, dont le père était médecin et pharmacien dans l'église Saint-Paul de Londres, puis auprès de Lord Shaftesbury.
Il a probablement travaillé sur une machine filer le coton dès 1729, mais sans faire de progrès pratiques avant 1732, l'année où il rencontre John Wyatt, un charpentier travaillant à Birmingham qui a conçu les plans de la première machine à tisser. Il a obtenu un brevet pour cette machine le 24 juin 1738 et en céda les droits à des artisans pour rembourser ses dettes. 
En 1741, il utilise sa machine avec la force de traction deux animaux, chez lui, près de Birmingham.
Edward Cave, un éditeur, mit en service la machine dans l'un de ses entrepôts à Londres et acquit en 1742 le moulin de Marvells Mill sur la River Nene dans la région de Northampton pour y installer cinq machines. À sa mort en 1754, son frère William et son neveu Paul reprirent l'affaire. Parmi les autres utilisateurs, on compte aussi le marchand londonien Samuel Touchet, mort en 1759. Les frères Caves mirent le moulin en vente en 1761, pour loyers impayés et en 1768 il redevint un moulin à maïs.
En 1748, Daniel Bourn et Lewis Paul ont obtenu chacun de leur côté des brevets pour des machines à carder, utilisées dans les régions de Leominster, pour Daniel Bourn, qui y avait installé quatre plus tôt des machines à filer, et dans celle de Northampton pour Lewis Paul. En 1754, Daniel Bourn fut ruiné par un incendie.
En 1769, ce sera au tour d'un ancien perruquier de trente-six ans, Richard Arkwright, de mettre au point une machine à filer le coton utilisant la force hydraulique, qui reprend et améliore la machine de Lewis Paul. 